# 尾崎朋美
尾崎 朋美（おざき ともみ、1981年4月18日-）は、フリーアナウンサー、気象予報士。ウェザーマップに所属していた。

## プロフィール
愛知県名古屋市 出身。高校生時代はモデルとして、テレビCMや雑誌広告に出演。津田塾大学在学中は、BSフジの番組で学生キャスターとして出演。大学卒業後しばらくはバーニーズジャパンに勤めていた が、2007年4月秋田放送入社。同期は廣田裕司。ニュース番組で天気コーナーを担当したことがきっかけで、気象の世界に興味を持った。
2010年3月秋田放送退社 、東京で活動を開始。当初はキャスト・プラス所属。同事務所在籍時の2012年10月に気象予報士の資格を取得した。また、フリーアナウンサーとなった2010年に一般男性と結婚。
2013年10月ウェザーマップへ移籍。TBSニュースバードとテレビ東京『TXNニュース』の気象コーナーを担当。2014年3月31日からTBSの『あさチャン!』『はやチャン!』のお天気キャスターを務める。
2014年4月1日に芸能事務所セント・フォースと業務提携した。趣味はスイーツ食べ歩き、ネイルアート。コーヒー好きでコーヒーメーカーを5つ持っている。

## 担当番組

### 秋田放送
テレビ
- Newsリアルタイムあきた（天気コーナー「そら色」担当）
- 24時間テレビ（秋田放送2009年チャリティパーソナリティ）

ラジオ
- すこたまFACTORY（日曜　10:30-11:00　再放送　22:30-23:00）
- 歌のない歌謡曲（あさ採りワイド秋田便内）

### フリー転向後
テレビ
- TOKYOインフォメーション（TOKYO MX。 2010年 - 2013年9月、週後半のMC）
- TBSニュースバード（2013年10月 - 2014年3月、金曜日朝の気象コーナー）
- TXNニュース（テレビ東京。2013年10月 - 2014年3月、土曜日）
- はやチャン!（TBS、お天気キャスター、2014年3月31日 - 2015年3月27日）
- あさチャン!（TBS、お天気キャスター、2014年3月31日 - 2016年3月25日）
- はやドキ!（TBS、お天気キャスター、2016年3月28日 - 2020年３月27日 ）
- ビビット （TBS、お天気キャスター、増田雅昭の代役）

ラジオ
- OH! HAPPY MORNING（JFN各局。2013年10月 - 2014年3月、金曜日）